# Poliposi nasosinusale
La poliposi nasosinusale è una patologia dell'apparato respiratorio, caratterizzata da escrescenze che originano dal tessuto sottomucoso delle cavità nasali e dei seni paranasali e che, aumentando di volume, tendono a procurare ostruzione respiratoria.

## Epidemiologia
La poliposi nasosinusale ha una prevalenza di circa lo 0,2–2%, benché il riscontro occasionale autoptico sia molto più frequente. Colpisce soprattutto soggetti adulti (intorno ai 60 anni) ed è più comune nel sesso maschile.

## Eziologia e patogenesi
La sottomucosa delle cavità nasali è costituita da tessuto lasso che facilmente può andare incontro a fenomeni edematosi marcati. Alla base dell'edema è spesso connessa una sorgente infiammatoria in grado di scaturire la chemiotassi e l'attivazione leucocitaria.
Frequentemente si sviluppano in pazienti allergici, anche tra coloro che si dimostrano negativi ai test cutanei e al RAST, ma nella secrezione nasale si ritrova quasi sempre una marcata presenza di granulociti eosinofili. Alcune ricerche hanno infatti dimostrato come nel caso della poliposi nasosinusale vi sia un contesto caratterizzato dalla presenza di interleuchina 4 e interleuchina 5, proteine in grado di polarizzare la risposta immunitaria verso l'attivazione dei granulociti eosinofili. Tali entità cellulari sono in grado di sostenere una risposta infiammatoria cronica o subacuta in grado di protrarre l'essudazione sottomucosa e la conseguente depolimerizzazione dell'acido ialuronico. Tali modificazioni si traducono in un aumento volumetrico della sottomucosa con la formazione dei polipi.
La sorgente infiammatoria è difficile da identificare; tuttavia sono state proposte le seguenti:
- Batteri
- Virus
- Funghi
- Allergia
- Autoimmunità
- Inalazione di sostanze irritanti (gesso, polveri di legno o carta, fumo di tabacco);

in alcuni casi è possibile riscontrare una malattia a carico del tessuto connettivo (connettivopatie) anche in assenza di substrato infiammatorio.
I polipi nasosinusali originano dalla sottomucosa che tappezza le cellule (intese come piccole celle) etmoidali che essendo caratterizzate da un piccolo volume e da pareti rigide, non riescono a contenere la tumefazione. Per questo, i polipi attraversano l'ostio di comunicazione con il meato medio, apertura che mette in comunicazione le cellule etmoidali con le cavità nasali, e sporgono all'interno di queste ultime. Spesso si associa a:
- Rinite
- Sinusite
- Rinite allergica
- Asma bronchiale

La poliposi nasosinusale può far inoltre parte di un quadro sindromico come:
- Sindrome di Churg-Strauss
- Malattia di Woakes, soggetti giovani affetti da mucoviscidosi
- Sindrome di Widal, in cui si presenta insieme ad un'intolleranza all'aspirina e all'asma bronchiale
- Sindrome di Kartagener, in cui si presenta insieme a bronchiectasie e situs viscerum inversum

## Anatomia patologica
Alla rinoscopia anteriore, i polipi nasali si presentano simili a degli acini di uva bianca, di consistenza molle, che provengono dai settori superiori delle fosse nasali e che possono occuparle completamente. Hanno un caratteristico aspetto a bisaccia, con la parte più piccola corrispondente alla cellula etmoidale da cui originano, collo corrispondente all'ostio di comunicazione e corpo espanso corrispondente alla cavità nasale.
Sono caratterizzati da:
- Stroma edematoso, ricco di leucociti come granulociti neutrofili, basofili e eosinofili
- Membrana basale ispessita
- Mucosa alterata dalla presenza di ulcerazioni o aree squamose
- Vascolarizzazione ridotta
- Ridotte ghiandole sottomucose

In base alle caratteristiche istologiche si riconoscono:
- Polipi edematosi, caratterizzati da cellularità scarsa
- Polipi neutrofili, caratterizzati da notevole cellularità prevalentemente neutrofila. Questa forma è tipica della poliposi secondaria a sindrome di Kartagener e a mucoviscidosi.
- Polipi eosinofili, caratterizzata da notevole cellularità prevalentemente eosinofila. Questa forma è tipica della poliposi secondaria ad allergie.

## Profilo clinico
I sintomi e i segni clinici dipendono fondamentalmente dalle dimensioni dei polipi. Infatti la crescita delle vegetazioni polipoidi è progressiva. Se essi sono piccoli, possono essere asintomatici, o dare cefalea o sinusiti ricorrenti. Se invece aumentano le dimensioni, si assoceranno problemi come:
- Ostruzione respiratoria nasale, uni- o bilaterale, di intensità variabile;
- Anosmia e ipogeusia, per l'interruzione del flusso di aria verso i bulbi olfattivi che si trovano sul tetto delle fosse nasali);
- Rinofonia chiusa;
- Idrorrea, cioè secrezione acquosa dalle cavità nasali.

## Profilo diagnostico
Oltre all'ispezione delle fosse nasali, è necessario eseguire una rinoscopia a fibre ottiche ed eventualmente una TC dei seni paranasali (senza mezzo di contrasto). Questa serve per valutare l'estensione della patologia e anche per la diagnosi differenziale rispetto alle altre patologie delle fosse nasali (papilloma invertito, carcinoma, angiofibroma giovanile, polipo antrocoanale, meningoencefalocele); è indispensabile nel caso si decida per un intervento chirurgico.
La radiografia del cranio è una metodica superata: nella patologia acuta è sufficiente la rinoscopia, in quella cronica le informazioni fornite dalla TAC sono molto più dettagliate.
Una visita allergologica è utile per scoprire eventuali possibilità di desensibilizzazione mediante vaccino e per valutare la presenza di altre patologie associate come l'asma bronchiale.

## Terapia
La poliposi nasale è una malattia comune e la terapia è solo sintomatica. L'obiettivo è di combinare terapia medica e chirurgica in modo da offrire i maggiori benefici ed i minori effetti collaterali.
La terapia medica si effettua con steroidi, somministrati per via sistemica (iniezioni periodiche di preparati-ritardo come il triamcinolone) o locale con spray nasali. È efficace nelle forme iniziali, non ancora completamente ostruenti, e come prevenzione nelle recidive degli operati o come mantenimento dopo terapia cortisonica sistemica.
Da pochi mesi, anche in Italia, è possibile, per i casi recidivanti e solo dopo interventi chirurgici non risolutivi, utilizzare un farmaco biologico (terapia monoclonale) a base di Dupilumab.
La terapia chirurgica nasosinusale funzionale (FESS, acronimo di Functional Endoscopic Sinus Surgery) si rende necessaria per le forme marcatamente ostruenti. Può essere effettuata in anestesia locale con intento solo disostruttivo, oppure in anestesia generale con intento più radicale (exeresi).
Le moderne tecniche di chirurgia endoscopica sono minimamente invasive e causano soltanto lievi danni alla mucosa nasale, ma una corretta gestione post-operatoria è comunque fondamentale per il pieno recupero respiratorio del paziente.
I tempi del recupero post-chirurgico si sono oggi estremamente ridotti, grazie a innovative terapie topiche a base di acido ialuronico, sostanza dalle note proprietà anti infiammatorie e in grado di favorire la riepitelizzazione.
In particolare viene in questi casi utilizzata con successo una terapia con nebulizzazioni nasali di sodio ialuronato (acido ialuronico) 9 mg APM (alto peso molecolare), per mezzo di particolari device, in grado di migliorare il meccanismo di clearance mucociliare e molti parametri clinici, ridurre la formazione di croste e velocizzare il processo di guarigione della mucosa. 
Inoltre, il trattamento con nebulizzazioni nasali di sodio ialuronato 9 mg APM, si è dimostrato efficace anche nel ridurre i sintomi nei pazienti con rinosinusite cronica associata a poliposi nasale, che non si sono sottoposti a intervento chirurgico.